# Lauroppia trapezoida
Lauroppia trapezoida är en kvalsterart som först beskrevs av Grishina 1981.  Lauroppia trapezoida ingår i släktet Lauroppia och familjen Oppiidae. Inga underarter finns listade i Catalogue of Life.